# الدوري البيروي لكرة القدم 1928
الدوري البيروفي لكرة القدم 1928 (بالإسبانية: Campeonato Peruano de Fútbol de 1928)‏ هو الموسم 1 من الدوري البيروفي لكرة القدم. كان عدد الأندية المشاركة فيه 19، وفاز فيه أليانزا ليما.